# Isabel Huallpa
Isabel Huallpa, también conocida como "La Talla", (Copacabana, siglo XVIII) jugó un papel fundamental en la rebelión indígena de los Valles de Sica Sica, Leque y Tapacarí. Es considerada como la tercera y última generala del levantamiento indígena.

## Trayectoria política

### Liderazgo y creencias
Isabel creía que la resistencia armada liberaría a los indígenas de la opresión española y motivaba a otros a unirse a la rebelión con la promesa de la pronta venida del Inca personificado en Tomás Katari. Además, desempeñó diversas funciones, como la gestión de recursos, la correspondencia con indígenas locales y el liderazgo de las fuerzas rebeldes. Después de la muerte de su esposo, Carlos Silvestre Choquetiqlla, en 1782, Isabel asumió el liderazgo de la rebelión. Esto ocurrió en un contexto en el que la gran sublevación comandada por Tupac Katari y Bartolina Sisa ya había sido sofocada.

### Batallas y enfrentamientos
Las fuerzas lideradas por Isabel se enfrentaron a las tropas españolas en varios enfrentamientos en las montañas y valles de Bolivia. A pesar de algunos avances iniciales, las fuerzas realistas finalmente vencieron a los rebeldes indígenas. 